# 西陵街
西陵街（Xiling St.），為臺灣高雄市左營區的一條街道，因為其特殊商業生態，曾有過上海街（正確來說上海街指的是軍校路起端的小巷，但因兩者相連，無準確定義）、西服街、軍品街、左營後街等暱稱。

## 歷史及設施
以往由於左營海軍基地的人潮，前端有西陵夜市，後端有清水大戲院（大每天戲院、觀光大戲院、十全大戲院），又鄰近左營海軍中山堂，為一繁榮商圈，特種行業林立，現已沒落，近年則以小吃及軍用品較有名，2003以後與軍校路前段（原上海街）一起被列為高雄特色商店街中的「軍品大街」。2012年7月，被選為電影《天台》的場景而封街2天。